# Landlibell

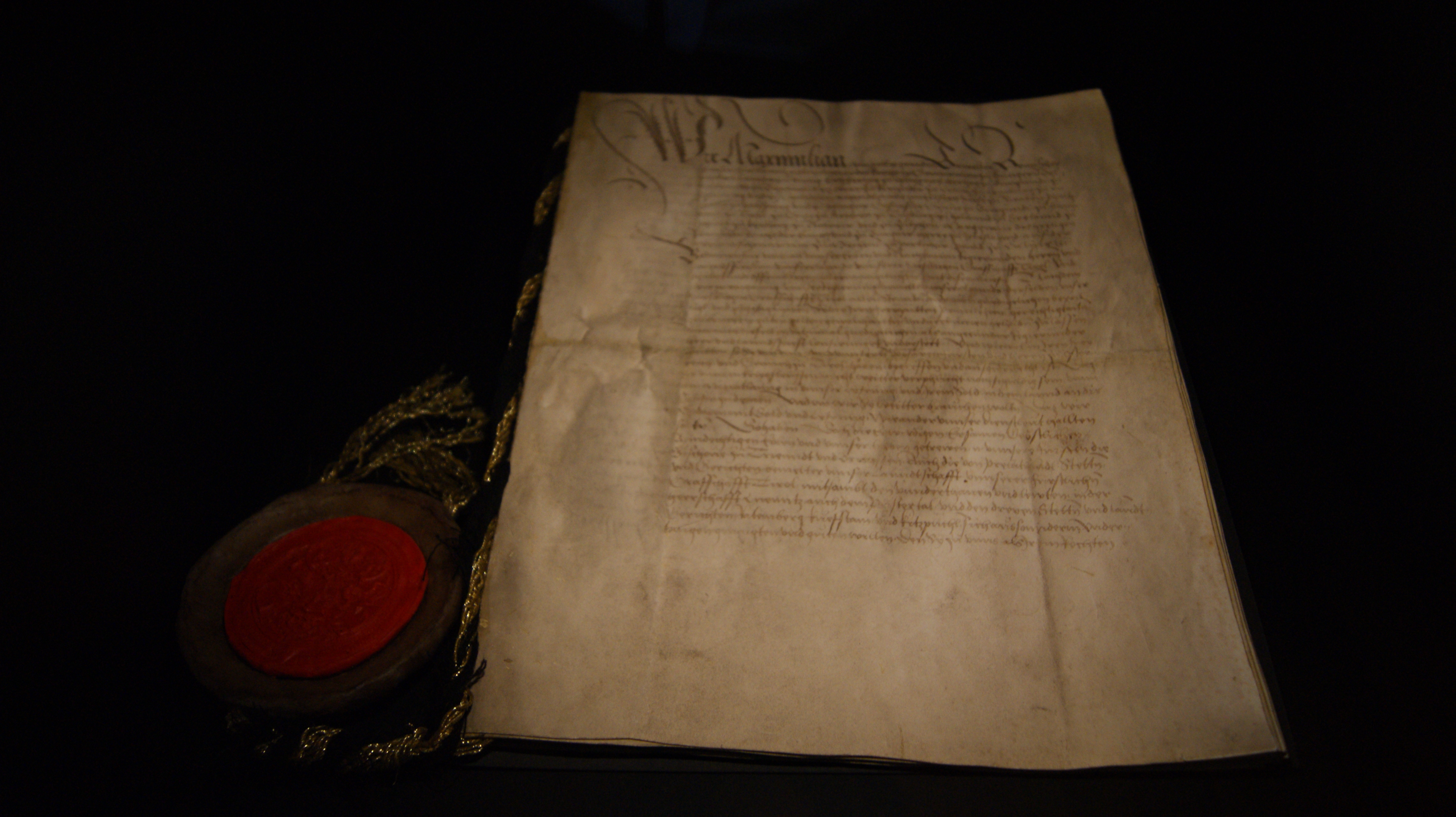
Landlibell von Kaiser Maximilian I. aus dem Jahr 1511. Teil der Tiroler Landesverfassung. Ausgestellt im Tirol Panorama.

Das Landlibell ist eine Urkunde von Kaiser Maximilian I. vom 23. Juni 1511. Es legte im Einvernehmen mit den Tiroler Landständen fest, dass die Stände zur Verteidigung des Landes Kriegsdienste zu leisten hatten. Das Landlibell bildete einen Teil der Tiroler Landesverfassung und regelte somit die Ausgestaltung des Militärwesens. Seine Gültigkeit und Fortschreibung erstreckte sich bis ins Jahr 1918.

## Struktur
Die Verteidigungsmannschaft bestand aus zwei Gruppen: 
1. Dem Aufgebot (ein quasi stehendes Milizheer), eingeteilt durch Gerichte (Verwaltungseinheiten) in einer Stärke von 5.000 bis 20.000 Mann, je nach Bedrohung
2. Dem Landsturm (eine Art der Reserve in der Bevölkerung, in der Art der Basis des österreichischen Milizsystems bis heute), in dem bei plötzlichem Einbruch des Feindes alle Wehrfähigen vom 18. bis zum 60. Lebensjahr aufgeboten wurden.

Das Landlibell beinhaltete weiter, dass das Aufgebot und der Landsturm nur innerhalb des Landes (Tirol) Kriegsdienst leisten mussten, und dass ohne Bewilligung der Landstände kein Krieg begonnen werden sollte, der Tirol betraf. 
Die Ausrüstung samt Waffen war von Aufgebot und Landsturm zu beschaffen, sie wurden dabei vom Innsbrucker Zeughaus unterstützt, das Geschütze und Werkzeuge lieferte. Damit war auch das Recht verbunden, dass jeder Wehrfähige eine Waffe tragen durfte. Dies stärkte die Stellung der Tiroler Schützen. Ursprünglich war nur ein Drittel der Mitglieder mit Feuerwaffen ausgerüstet, der Rest musste sich mit Spießen, Schaufeln, Hacken, Beilen und Hauen bewaffnen.

## Fortschreibung
Das Landlibell wurde immer wieder den geänderten militärischen und politischen Anforderungen angepasst. Kaiser Leopold I. fasste in der Zuzugsordnung von 1704 die Scheiben- und Scharfschützen, die sich 1703 beim Bayrischen Rummel bewährt hatten, zum ersten Mal zu einem 16 Kompanien starken Regiment zusammen. Ab 1736 wurde eine Trennung in Standschützen mit einer intensiven Ausbildung zum Scharfschützen und dem Landsturm als Miliztruppe eingeführt. 
In der Zeit der Napoleonischen Kriege von 1796 bis 1813 kam es zur ersten großen Bewährungsprobe des neuen Verteidigungssystems. Die Auflösung des Landlibells durch die bayrische Besatzungsmacht 1809 und die Zwangsaushebung von Rekruten in Axams führte neben zahlreichen weiteren Dissensen zum zunächst siegreichen Aufstand unter Andreas Hofer unter Bemühung des Landsturms. Letztendlich sollten die mit Bayern verbündeten napoleonischen Truppen noch im selben Jahr bei der 4. Schlacht am Bergisel den Konflikt für sich entscheiden können.
In das Jahr 1838 fällt die Gründung des Tiroler Jägerregiments, das bis 1914 ausschließlich aus Tirolern bestand und nur zum Schutz des eigenen Landes eingesetzt werden sollte. In den Jahren 1866 (Dritter Italienischer Unabhängigkeitskrieg) und 1914 (Erster Weltkrieg) wurde dieser Grundsatz allerdings verletzt. 
Das Jahr 1870 brachte die Einführung der allgemeinen Wehrpflicht vom 18. bis zum 42. Lebensjahr. Die Wehrpflichtigen waren dem Schützenwesen für die Dauer des Wehrdienstes entzogen. Nach Ableistung des Wehrdienstes bildeten diese Männer den Landsturm. Die Standschützen bildeten Freiwilligenregimenter für Mitglieder des Landsturms und Männer unter 18 und über 42 Jahre. 
1915 waren reguläre Tiroler Regimenter in Galizien eingesetzt. Zur Verteidigung der Südgrenze gegen Italien wurden Standschützen eingesetzt – das waren all jene, die zu jung oder zu alt für den regulären Wehrdienst waren. 
Nach dem Zusammenbruch der Monarchie 1918 kam dem Schützenwesen keine militärische Bedeutung mehr zu. Die Schützenkompanien haben seither hauptsächlich gesellschaftliche Bedeutung und dienen als Tiroler Schützen der Traditionspflege.